# Wanda Tukanowicz
Wanda Tukanowicz (ur. 29 kwietnia 1910 w Rewlu, zm. 7 czerwca 1991) – polska bibliotekarka i historyk, wieloletni pracownik Zakładu Narodowego im. Ossolińskich.

## Życiorys
Była córką Konstantego (technika kolejowego) i Marii Anny z domu Krzywiec. Lata 1917–1920 spędziła wraz z rodzicami na Kaukazie, lata 1920–1923 w Petersburgu, gdzie przez pewien czas uczęszczała do szkoły rosyjskiej. Po osiedleniu się w Wilnie (1923) kontynuowała edukację, od 1926 w żeńskim Gimnazjum Sióstr Najświętszej Rodziny z Nazaretu, które ukończyła w 1934 z jedną z wyższych lokat. Wstąpiła następnie na Wydział Humanistyczny Uniwersytetu Stefana Batorego, studia historyczne kończąc w przededniu wybuchu wojny w 1939. Zamknięcie uczelni przez władze litewskie uniemożliwiło jej zdanie egzaminu magisterskiego, wskutek czego pracę pod tytułem: Usunięcie czterech profesorów Uniwersytetu Wileńskiego przez Nowosilcowa w 1824 r. obroniła jedynie prywatnie u profesora Stanisława Kościałkowskiego
W czasie wojny włączyła się do akcji tajnego nauczania. Uczyła przedmiotów humanistycznych, m.in. języków – znała francuski, niemiecki, rosyjski, łacinę. W maju 1946 przyjechała razem z matką do Wrocławia. Na Uniwersytecie Wrocławskim zdała ponownie (tym razem już formalnie) egzamin magisterski, i z początkiem września 1946 podjęła pracę w Bibliotece Zakładu Narodowego im. Ossolińskich. Przez wiele lat pracowała w Dziale Opracowania. Zdała egzamin bibliotekarski i przechodziła kolejne szczeble kariery zawodowej, od 1961 jako bibliotekarz dyplomowany. Na emeryturę odeszła 1 marca 1970 jako starszy kustosz dyplomowany, ale jeszcze przez dłuższy czas pracowała w wymiarze połowy, a potem ćwierć etatu.
W latach 60. weszła w skład zespołu redakcyjnego z Ossolineum, biorącego udział w ogólnokrajowej pracy nad Słownikiem pracowników książki polskiej. Na potrzeby tego dzieła, wydanego w 1972, opracowała artykuł biograficzny Władysława Bełzy. 
Jej współpracownik z Działu Opracowania Biblioteki Ossolineum Wiesław Tyszkowski wspominał Wandę Tukanowicz jako "tytana pracy", o "fenomenalnej pamięci dat i faktów historycznych", która z dużą starannością jako korektor wprowadzała młodszych bibliotekarzy w arkana katalogowania. Była zarazem "zawsze uśmiechnięta, wszystkim życzliwa, śpiesząca każdemu z bezinteresowną pomocą". Zmarła 7 czerwca 1991. Została pochowana na cmentarzu parafialnym kościoła pod wezwaniem Matki Boskiej Królowej Polski we Wrocławiu-Klecinie przy ulicy Zabrodzkiej.